# ابوشعیب هروی
ابوشعیب صالح بن محمد معروف به ابوشُعَیبِ هَرَوی از شاعران خراسانی دورهٔ سامانی بود.
وی از شعراء قدیم دورهٔ سامانی و از سدهٔ سوم هجری قمری بود. چنانچه در تذکره‌ها آمده است، وی اواخر زمان رودکی را دریافته است. منوچهری او را در شمار استادان پیشگام شعر پارسی آورده‌است. عوفی او را در ردیف شعرای متقدم آن عهد آورده و هدایت گفته که او اواخر زمان رودکی را دریافته.

## نمونه شعر
| دوزخی کیشی بهشتی روی و مد   |  | آهو چشمی حلقه زلفی لاله خد |
| سلسه جعدی بنفشه عارضی       |  | کش سیاوش اندر و پرویز جد   |
| لب چنان کز خامهٔ نقاش چین    |  | برچکد از سیم بر شنگرف مد   |
| گر ببخشد حسن خود بر زنگیان  |  | ترک را بی‌شک ز زنگ آید حسد  |
| بینیی چون تارک ابریشمین     |  | بسته بر تارک ز ابریشم عقد  |
| از فروسو گنج و از برسو بهشت |  | سوزنی سیمین میان هر دو حد  |